# Basofília
La basofília és l'afinitat de les estructures histològiques i de certs orgànuls cel·lulars pels colorants de naturalesa bàsica, ja que aquestes tenen un gran contingut en àcids.
Zones com el nucli cel·lular es tenyeixen intensament a causa dels àcids nucléics amb colorants bàsics com l'hematoxilina.